# Abigor (Band)
Abigor ist eine österreichische Black-Metal-Band.

## Bandgeschichte
Die Band wurde 1993 von Peter Kubik und Thomas Tannenberger gegründet. Nach der Veröffentlichung der ersten Demos verließ der ursprüngliche Sänger Tharen die Band und wurde durch Michael „Silenius“ Gregor von der Band Summoning ersetzt. Die frühen Werke von Abigor enthalten Anspielungen auf J. R. R. Tolkiens Buch Der Herr der Ringe, so heißt das erste Demo der Band Ash Nazg… („Ein Ring…“). Ferner wurde das Cover der Veröffentlichung Orkblut – The Retaliation vom Herr-der-Ringe-Künstler Ian Miller gemalt, und auch der Name des Albums lässt Rückschlüsse auf eine Inspiration durch Tolkien zu. Trotz dieser Einflüsse spielte die Band auf diesen Veröffentlichungen reinen, satanisch inspirierten Black Metal. 1994 erschien Abigors erstes Album Verwüstung / Invoke the Dark Age bei Napalm Records. Der Erfolg der Band finanzierte das Label weitestgehend und steigerte dessen Finanzkraft zunehmend.
Auf dem Album Nachthymnen (From the Twilight Kingdom) steuerte Elisabeth Toriser Teile des Gesangs bei. Sie wirkt auch bei den Bands Antichrisis, Dargaard und Dominion III mit. Der Text zu The Dark Kiss stammt von Hendrik „JFN“ Möbus von der NSBM-Band Absurd.
Einerseits gilt die Band als „das Aushängeschild der österreichischen Black Metal-Szene“, andererseits wurde der Ausstieg der Band aus dem Austrian Black Metal Syndicate (ABMS) um Bands wie Vuzem und Pervertum von einigen Anhängern als „Verrat“ aufgefasst; Hagen, Sänger der Gruppe Werwolf, griff die Gruppen Abigor und Summoning im Ablaze scharf an, bezeichnete Silenius als „Märchenfee“ und gab ihm den Tipp, ihm „nicht in die Quere zu kommen“.
Während der Aufnahmen zu Channeling the Quintessence of Satan entschied Gregor, Abigor zu verlassen. In diesem Zeitraum stieß dann Thurisaz von der Band Heidenreich zur Band und beendete das Album mit ihr. Das Cover von Channeling the Quintessence of Satan stammt vom deutschen Künstler Albrecht Dürer (Ritter, Tod und Teufel aus dem Jahr 1514).
Das Gründungsmitglied Thomas Tannenberger verließ die Band im Mai 2000. Abigor veröffentlichte danach das Album Satanized und nach Ende des Vertrags mit Napalm Records die EP Shockwave 666 bei Dark Horizon Records. Im Juni 2003 löste sich die Band auf. Als Gründe gab Kubik an, 2003 das letzte Gründungsmitglied gewesen zu sein, damals Probleme mit der Besetzung wegen der Distanz, dem Label Napalm Records wegen des Studios und der damit verbundenen Kosten, und dem Zustand der Szene an. Von 2003 bis 2006 war weder Tannenberger noch Kubik „wirklich in der (Black-)Metal-Szene involviert, noch haben wir uns darum gekümmert“. Allerdings arbeitete Kubik „an Ideen für ST.LUCIFER und als Gitarrist für HELLBOUND“. Als er erfuhr, dass Asmodeus in Tannenbergers Studio aufnehmen sollte, kamen Kubik und Tannenberger wieder in Kontakt und legten nach einigen Monaten frühere „Differenzen beiseite und fanden eine Basis für die zukünftige Zusammenarbeit“. Anfangs sei allerdings keine Wiedervereinigung geplant gewesen. Diese Pause sei „bitter nötig“ gewesen, „um uns zu regenerieren“, und ihre Auflösung sei „das Beste für ABIGOR“ gewesen, er bereue nichts an dieser Entscheidung. Ebenso wie in ihrer ersten Phase trat die Band nie live auf, was sie „nach wie vor als Zeitverschwendung an[sieht]“; die Zeit für das Proben alter Stücke und die Vorbereitung könne man viel besser für das Schreiben neuer Stücke und die Ausarbeitung neuer Ideen nutzen. Außerdem seien die Mitglieder berufstätig und daher nicht von Verkäufen abhängig, was sie unabhängig mache. Es warte wohl auch keiner darauf, dass die Band jemals live auftrete.
Im Jahr 2006 wurde die Band neu gegründet und seit dem 2007 erschienenen Album Fractal Possession ist die Band bei End All Life Productions unter Vertrag. Fractal Possession, das in Tannenbergers Studio entstand, ist komplexer und avantgardistischer als die vorigen Alben und entstand ohne Proben. Stattdessen tauschten die Mitglieder Aufnahmen aus und überarbeiteten diese, beispielsweise wurden einige komplexere Parts geloopt. Zum Stilwechsel äußerte Kubik:

„Fractal Possession ist nicht „der Stilbruch“ wie es doch viele definieren; es ist anders, keine Frage, jedoch stilistisch nach wie vor ABIGOR. Persönlich würde ich es als kalt, nihilistisch und komplex beschreiben. Es ist kein easy-listening Album, wir erwarten, dass sich der Hörer damit beschäftigt, Fractal Possession lebt von Details, es braucht Zeit und Ruhe um den Weg in das Album zu finden, um sich in seinen Bann ziehen zu lassen.“

Am 3. September 2024 wurde bekannt, dass Peter Kubik Suizid begangen hat.

## Stil
Auf ihrem Debütalbum spielte die Band „grimmigen, kalten Black Metal“, der mit der Musik der skandinavischen Bands vergleichbar, jedoch melodischer und schneller ist. Turov vom Vönger Musikmagazin sieht im Musikstil „so ziemlich alle stilistischen Black Metal Elemente, die vor dem Tode Euronymous schon einmal aufgetreten sind. Damit gemeint ist die Brutalität alter Mayhem Sachen […], das Gefühlvolle der Burzum Veröffentlichungen […] und die technische Versiertheit von Emperor […]“. Auf der EP Orkblut – The Retaliation und dem zweiten Album Nachthymnen (From the Twilight Kingdom) zeigt sich eine Entwicklung vom rohen Klang des Debüts zu einem schnelleren und melodischeren Stil mit einem meist schnellen Gitarrenspiel, das sich aus einer hochgestimmten Lead- und einer etwas tiefer gestimmten Rhythmusgitarre zusammensetzt. Frank Stöver vom Voices from the Darkside bezeichnete das zweite Album als aufgrund seiner bombastischen, beinahe orchestral klingenden Passagen beinahe mit Emperors In the Nightside Eclipse vergleichbar. Die gute Produktion passe zur Musik und zeige, dass Black Metal nicht zwingend einen Garagenklang benötige, um die richtige Atmosphäre zu vermitteln.
Trotz einer Entwicklung mit jeder Veröffentlichung behielt die Band einen erkennbaren eigenen Stil bei, der von Sascha Falquet im Voices from the Darkside als „wütender, ziemlich technischer Black Metal mit majestätischen Synthesizer-Parts“ beschrieben wird; entsprechend sind „die Riffs und die Richtung der Stimmung“ ähnlich geblieben. „Vom extremen Geknüppel (‚Apokalypse‘) bis hin zu teils experimentellerem Keyboard-Black Metal (‚Supreme Immortal Art‘) war in den Releases alles vertreten.“ Die Band bewegt sich dabei in einer „Grauzone zwischen Purismus und Innovation im Black Metal“. Während „nicht wenige Fans […] die ständigen ‚Stilbrüche‘ verwirrend [fanden]“, sehen „aufgeschlossenere Zuhörer es als Herausforderung […], sich immer wieder neu in ABIGOR hineinfinden zu müssen“. Tannenberger legt „ganz großen Wert darauf zu betonen, dass wir nicht versuchen, irgendwelche Einflüsse zu verarbeiten oder Stile zu fusionieren“ und weist darauf hin, dass Alben wie Mayhems De Mysteriis Dom Sathanas, Burzums Det som engang var und Darkthrones A Blaze in the Northern Sky „sehr wohl innovative und extreme Alben“ waren und „und dieselbigen zu kopieren […] NICHT im Sinne dieser“ sei.

## Ideologie
Tannenberger zufolge liegt Satanismus „uneingeschränkt […] allem zugrunde, was ABIGOR ausmacht – Musik, Texte, Layout sind eine Huldigung an Ihn. Nicht die Texte sind eine endlose Litanei an Huldigung, sondern eben das Produkt, das Album als Ganzes stellt diese dar“. Kubik definiert sich als Satanisten, dessen Anschauung auf der Verehrung Satans, Ritualen und einer Kombination von Philosophien unterschiedlicher Arten heidnischer und okkulter Strömungen basieren. Für Tannenberger steht Satan als allumfassend, als Gott wie auch als nicht fassbare Größe, deren Manifestationen in verschiedenen Kulturen und Religionen er allesamt anerkennt; das Hauptaugenmerk Abigors liegt aber „natürlich auf der biblischen/christlichen Manifestation Satans“.
Wegen Möbus’ Mitwirkung am Album Nachthymnen (From the Twilight Kingdom) und eigener Aussagen wurde Abigor „am äußersten rechten Rand verortet, wogegen sich die Band halbherzig versuchte abzugrenzen“. Thomas Tannenberger sagte in einem Interview aus, er sei „kein Nazi, aber auch auf keinen Fall ein Ausländerfreund“. In Bezug auf Möbus erklärte Kubik, „dass Absurd für ihn »eine eigenartige Band [sei], die mich nie sonderlich ansprach, jedoch war JFN ein enger Freund von mir mit dem ich Teile der Lebensphilosophie teilte, welche eine neue Weltordnung anstreben«“. Für Absurd übernahm er das Mastering der EP Asgardsrei; das von Summoning-Mitgliedern gegründete Projekt Grabesmond wirkte 1999 an der Kompilation Tribute to Absurd von Silencelike Death mit, als diese ausgestiegen waren und es von Kubiks Ehefrau Lucia-Mariam Fåroutan-Kubik fortgeführt wurde. Tannenberger übernahm 2009/2010 auch das Remastering der Absurd-Demos für die Veröffentlichung Life Beyond the Grave: 1992–1994 und Godless Norths Fimbulvetr, die beide von Darker Than Black Records veröffentlicht wurden. In einem 2007 geführten Interview äußerte Kubik, er könne „mit politischen Tendenzen nichts anfangen“, sich aber „beim besten Willen auch nicht politisch korrekt äußern, da Black Metal einfach nicht politisch korrekt“ sei, und fügte hinzu: „Jedes Black-Metal-Interview in den ersten paar Jahren hatte klar menschenverachtende und elitäre, meist faschistoide (unabhängig von links oder rechts) und kriegsverherrlichende Tendenzen“. Seine Definition von Black Metal weiche von der des NSBM ab, bei den Kritikern des NSBM reihe er sich jedoch nicht ein, da diese auch gegen andere Formen von Extremismus seien und Extremismus unbedingt einer Black-Metal-Band zugrunde liegen müsse.
In Bezug auf den Mord von Count Grishnackh (Varg Vikernes) an Euronymous (Øystein Aarseth) und den daraus entstandenen Konflikt zwischen Grishnackh- und Euronymous-Befürwortern nahm die Band keine der beiden Seiten ein: Tannenberger äußerte gegenüber dem Ablaze: „Am begeistertsten bin ich von einem gleichen Kampf, wo der Schwächere eliminiert wird […]. Hail Greifi Grishnackh“, und gegenüber dem Voices from the Darkside: „BURZUM rules“; andererseits ist auf der Rückseite des Albums Verwüstung / Invoke the Dark Age eine Abbildung von Euronymous neben dem Ausspruch „Gottes Thron ist unser. Wendet euch ab von Jesus Christ - dem Verlierer. Heil Satan“ zu finden. Tannenberger gab im Rites of Eleusis an, die Aussage „BURZUM rules“ zur Provokation von Burzum-Gegnern und Antifaschisten getätigt zu haben; er hasse den Konflikt zwischen Euronymous- und Grishnackh-Fans, er respektiere beide und verehre sowohl die Alben von Burzum als auch von Mayhem. Auch betonte er gegenüber metal.de, dass „Black Metal weit mehr als eine Musikrichtung ist, sondern eine Ausdrucksform des spirituellen Weges des jeweiligen Protagonisten“ und „die klaren Richtlinien in z. B. Interviews von Euronymous Anfang der 90er schon wichtig waren. Damit wurde klar abgesteckt, wofür Black Metal zu stehen hat“.

## Diskografie
- 1994: Verwüstung / Invoke the Dark Age (Album, Napalm Records)
- 1995: Orkblut – The Retaliation (EP, Napalm Records)
- 1995: Nachthymnen (From the Twilight Kingdom) (Album, Napalm Records/Mystic Production)
- 1996: Opus IV (Album, Napalm Records/Onpa/Mystic Production)
- 1997: Apokalypse (EP, Napalm Records)
- 1998: Structures of Imortality (Single, Napalm Records)
- 1998: Supreme Immortal Art (Album, Napalm Records/Wizard/Mystic Production)
- 1999: Channeling the Quintessence of Satan (Album, Napalm Records)
- 2000: In Memory (EP, Napalm Records)
- 2001: Satanized (A Journey Through Cosmic Infinity) (Album, Napalm Records/Scarecrow Records/Irond/Sail Productions)
- 2004: Shockwave 666 (EP, Dark Horizon Records)
- 2007: Fractal Possession (Album, End All Life Productions/Season of Mist)
- 2010: Time Is the Sulphur in the Veins of the Saint (An Excursion on Satan’s Fragmenting Principle) (Album, End All Life Productions)
- 2010: Time Is the Sulphur in the Veins of the Saint – An Excursion on Satan’s Fragmenting Principle / [3rd Level Initiation = Chamber of Downfall] (Split mit Blacklodge)
- 2013: Supreme and Immortal Is the Art of the Devil (EP, Avantgarde Music)
- 2014: Leytmotif Luzifer (Album, Avantgarde Music)
- 2016: Leytmotif Luzifer (The VII Temptations of Man) / Liber Lvcifer I: Khem Sedjet (Split mit Thy Darkened Shade, W.T.C. Productions)
- 2016: Kingdom of Darkness (EP, Nuclear War Now! Productions)
- 2017: Abigor / Nightbringer / Mortuus / Thy Darkened Shade (Split mit Nightbringer, Mortuus und Thy Darkened Shade)
- 2018: Höllenzwang – Chronicles of Perdition (Album, CD/LP/CDR+LP+10”-Vinyl, Avantgarde Music; MC, W.T.C. Productions)
- 2018: Black Icarus / Metamorphosis (Single, Avantgarde Music)
- 2020: Totschläger (A Saintslayer’s Songbook) (Album, W.T.C. Productions)
- 2023: Taphonomia Aeternitatis – Gesänge im Leichenlicht der Welt (Album, W.T.C. Productions)

Demos:
- 1993: Ash Nazg…
- 1993: Lux devicta est
- 1994: Promo Tape 2
- 1994: In Hate & Sin
- 1994: Moonrise

Kompilationen:
- 1998: Origo regium 1993–1994 (CD, Napalm Records) Wiederveröffentlichung der Demos.
- 2011: Quintessence (2xCD, End All Life Productions; 2xLP+7”-Vinyl/3xTP, Avantgarde Music) Neueinspielung von Channeling the Quintessence of Satan und Wiederveröffentlichung der Demos.
- 2016: 1994-1998: The Complete Hörnix Recordings (6xLP, Soulseller Records)
- 2019: Four Keys to a Foul Reich (Songs of Pestilence, Darkness and Death) (CD, Avantgarde Music)
- 2020: 1993 - Entering the Kingdom of Darkness (7xMC, Avantgarde Music)

Beiträge auf Kompilationen (Auswahl):
- 1995: Shadowlord auf With Us or Against Us
- 1997: A Breath from Worlds Beyond auf Feuersturm